# ダニー・ケイの検察官閣下
『ダニー・ケイの検察官閣下』（ - けんさつかんかっか、原題：The Inspector General）は、1949年のアメリカ合衆国のミュージカルコメディ映画。ニコライ・ゴーゴリの戯曲『検察官』を基にした作品。ダニー・ケイ主演。監督はヘンリー・コスター。邦題は単に『検察官閣下』と表記されることもある。
第7回ゴールデングローブ賞にて、ジョン・グリーンが音楽賞を受賞した。

## キャスト
※括弧内は日本語吹替（初回放送1970年11月30日『月曜ロードショー』）
- ゲオルギ：ダニー・ケイ（愛川欽也）
- ヤコフ：ウォルター・スレザック（大宮悌二）
- ロザ：バーバラ・ベイツ
- マリア：エルザ・ランチェスター
- 市長：ジーン・ロックハート
- コヴァチ：アラン・ヘイル
- カスティーヌ：ウォルター・キャトレット
- 監察官：リス・ウィリアムズ

## スタッフ
- 監督：ヘンリー・コスター
- 製作：ジェリー・ウォルド
- 原作：ニコライ・ゴーゴリ
- 脚本：フィリップ・ラップ、ハリー・クルニッツ
- 撮影：エルウッド・ブレデル
- 作詞：シルヴィア・ファイン
- 音楽：ジョニー・グリーン